# Brandon Stephens
Timothy Brandon Stephens (Plano, Texas, 29 de diciembre de 1997) más conocido como Brandon Stephens, es un jugador profesional estadounidense de fútbol americano que se desempeña en la posición de cornerback en Baltimore Ravens, equipo de la National Football League (NFL).

## Carrera
Fue seleccionado en la tercera ronda en la Reunión Anual de Selección de Jugadores de la NFL de 2021. Hizo su debut profesional con el equipo Baltimore Ravens, donde lleva jugando tres temporadas.